# عبار (جبلة)

تعديل مصدري - تعديل

عبار هي إحدى قرى عزلة وراف بمديرية جبلة التابعة لمحافظة إب، بلغ تعداد سكانها 1269 نسمة حسب تعداد اليمن لعام 2004.